# Wiśniowiecki

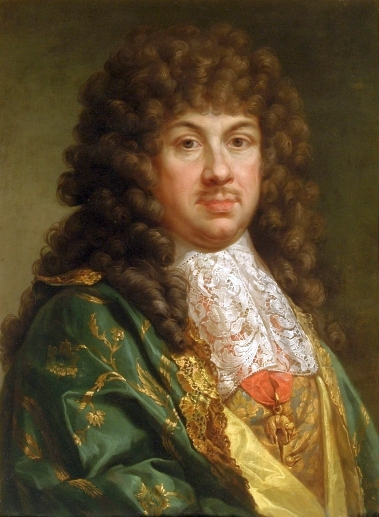
Rey Miguel I

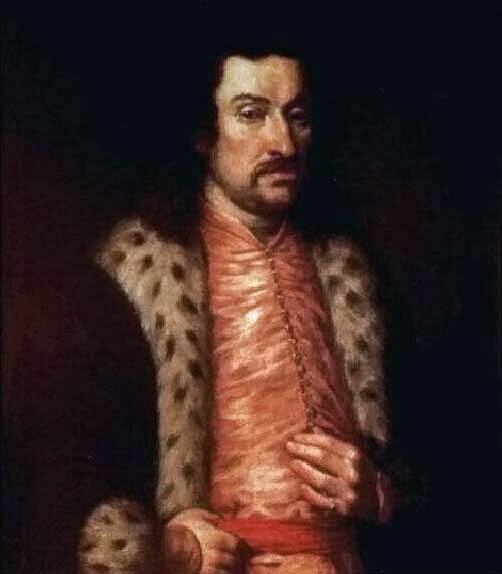
Jeremi Wiśniowiecki

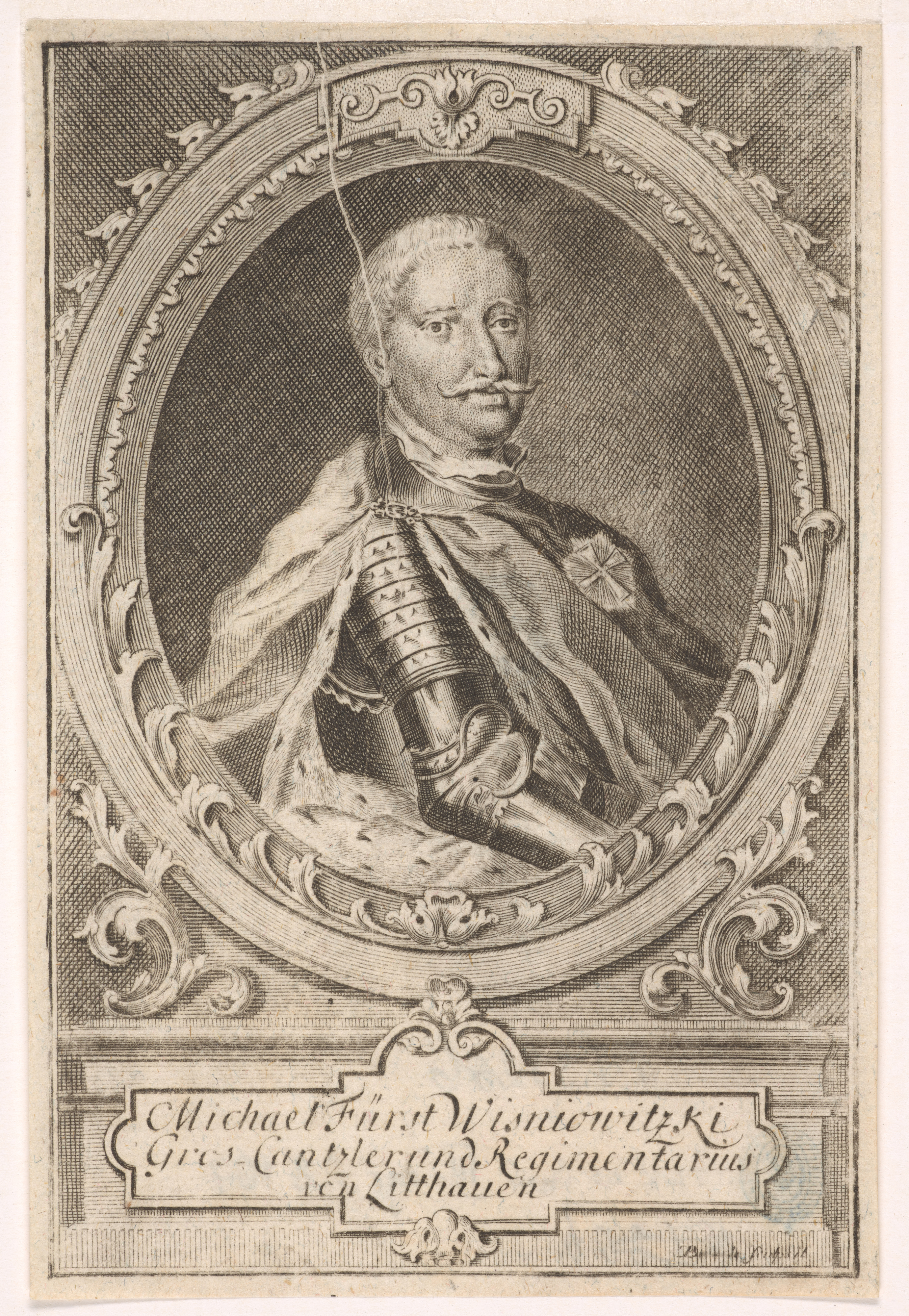
Michał Serwacy Wiśniowiecki

La Casa de Wiśniowiecki (en ucraniano: Вишневецькі, romanizado: Vyshnevetski; en lituano: Visnioveckia) fue una familia principesca polaco-lituana de origen ruteno-lituano, notable en la historia de la República de las Dos Naciones. Fueron poderosos magnates, con extensas propiedades mayormente en tierras rutenas de la Corona del Reino de Polonia, y utilizaban el escudo de armas polaco de Korybut. La familia es una rama menor de la Casa de Zbaraski. 

## Historia
La tradición familiar rastrearía su ascendencia hasta los Gediminas, pero los historiadores modernos creen que hay más evidencia de que descendieron de los Ruríkidas. Según la teoría de la relación con los Gediminas, el antepasado de la familia fue el duque Kaributas (ruteno: Dymitr Korybut), hijo del Gran Duque de Lituania, Algirdas. Kaributas fue despojado del Ducado de Severia y trasladado a Volinia y Podolia, donde se le dio para gobernar las ciudades de Vínnitsia y Krémenets, mientras que recibió Zbarazh como propiedad privada. Al principio Zbarazh fue heredado por Iván, pero en 1434 pasó al segundo hijo de Korybut Fedor de Nieśwież. Este último se convirtió en el progenitor de familias principescas como Porycki, Woronecki y Zbarazski. En el siglo XV, la familia Wiśniowiecki se separó de la Casa de Zbaraski.
El lugar de la familia era la ciudad de Wiśniowiec (ahora Vishnivets). Al principio, las propiedades de Wiśniowiecki estaban ubicadas principalmente en Volhynia, pero desde la década de 1580 también incluían posesiones anteriormente pertenecientes a los príncipes Glinski y Daumantas, ubicadas en la orilla este de Ucrania.
Desde sus días como nobleza rutena, ostentaron el título de Kniaz (príncipe). A finales del siglo XVI, la familia se convirtió de la ortodoxia al catolicismo y se polonizó. Ganaron mucha importancia en la Mancomunidad polaco-lituana, con vastas posesiones en los siglos XVI al XVIII en los territorios de la actual Ucrania, particularmente en la ciudad de Vishnivets (Wiśniowiec). Sus propiedades eran tan vastas y su posición tan poderosa que eran conocidos como los magnates más poderosos: los "pequeños reyes" ("królewięta"). Su sede ancestral fue el castillo de Vishnivets.
La edad de oro de la familia fue el siglo XVII, cuando sus miembros acumularon mucha riqueza e influencia y ocuparon numerosos puestos importantes dentro de la Mancomunidad. Probablemente los miembros más destacables de esta familia fueron Miguel I, rey de Polonia y gran duque de Lituania de 1669 a 1673, así como Dmitro Vishnevetski, importante líder cosaco.

## Escudo de armas
El escudo de armas de la Casa de Wiśniowiecki era el escudo de armas de Korybut .

Escudo de armas del rey Michał Korybut Wiśniowiecki

## Miembros destacados de la familia

Las pertenencias de la familia Wiśniowiecki están marcadas en rojo

- Michał Zbaraski Wiśniowiecki (fallecido después de 1516), príncipe de Wiśniowiec, progenitor de la familia Wiśniowiecki
  - Feodor Wiśniowiecki (fallecido en 1533), casado con María de Moldavia, casado en segundo lugar con la princesa Anastasia Zilinska (fallecida después de 1535)
  - Iwan Wiśniowiecki (fallecido después de 1516), cortesano, casado con Nastazja Olizarowicz.
  - Konstanty Wiśniowiecki (antes de 1516-1574), cortesano, starosta de Żytomierz, se casó con Anna Elżbieta Swierszcz de Olchowiec
  - Konstanty Wiśniowiecki (1564-1641), voivoda de Belz y Rutenia, se casó con Anna Zahorowska
  - Marianna Wiśniowiecka (1600-1624), casada con el voivoda de Bełz y el mariscal de Rutenia Jakub Sobieski, de la casa de Janina, padre del rey de Polonia Juan III Sobieski
  - Janusz Wiśniowiecki (1598-1636), maestro de los establos de la corona, se casó con Katarzyna Eugenia Tyszkiewicz
  - Dymitr Jerzy Wiśniowiecki (1631-1682), gran guardia y atamán de la corona, voivoda de Belz y Cracovia, se casó con Marianna Zamoyska
  - Konstanty Krzysztof Wiśniowiecki (1633-1686), voivoda de Podlasia, de Bracław y Bełz, se casó con Urszula Teresa Mniszech
  - Janusz Antoni Wiśniowiecki (1678-1741), voivoda de Wilno y mariscal, se casó con Teofilia Leszczyńska
  - Urszula Franciszka Wiśniowiecka (1705-1753), dramaturga y escritora, casada con el voivoda de Troki y el príncipe atamán Michał Kazimierz "Rybeńko" Radziwiłł
  - Michał Serwacy Wiśniowiecki (1680-1744), el último representante masculino de la familia Wiśniowiecki,[3] atamán, castellano y voivoda de Wilno, gran canciller de Lituania, se casó con Katarzyna Dolska
  - Dmytro Vyshnevetsky, también conocido como Baida, primer atamán de los cosacos ucranianos, atamán de los cosacos registrados
  - Aleksander Wiśniowiecki (c. 1500-1555), starosta de Rzeczyce, se casó con Katarzyna Skoruta
  - Michał Wiśniowiecki (1529-1584), castellano de Bracław y Kiev, se casó con Halszka Zenowiczówna
  - Michał Wiśniowiecki (fallecido en 1616), starosta de Owrucz, se casó con Regina Mohyła
  - Jeremi Wiśniowiecki (1612-1651), príncipe de Wiśniowiec, Łubny y Chorol, voivoda de Rutenia, se casó con Gryzelda Konstancja Zamoyska
  - Michał Korybut Wiśniowiecki (Miguel I, 1640-1673), rey de Polonia (1669-1673), se casó con Leonor de Austria, reina de Polonia
  - Anna Wiśniowiecka, casada con el starosta de Lublin Zbigniew Firlej
  - Aleksander Wisiowiecki (1543-1577), cortesano, casado con Aleksandra Kapusta
  - Adam Wiśniowiecki (c. 1566-1622), casado con Aleksandra Chodkiewicz, de la casa de Kościesza, hija del atamán Jan Hieronimowicz Chodkiewicz

## Galería de propiedades y fincas

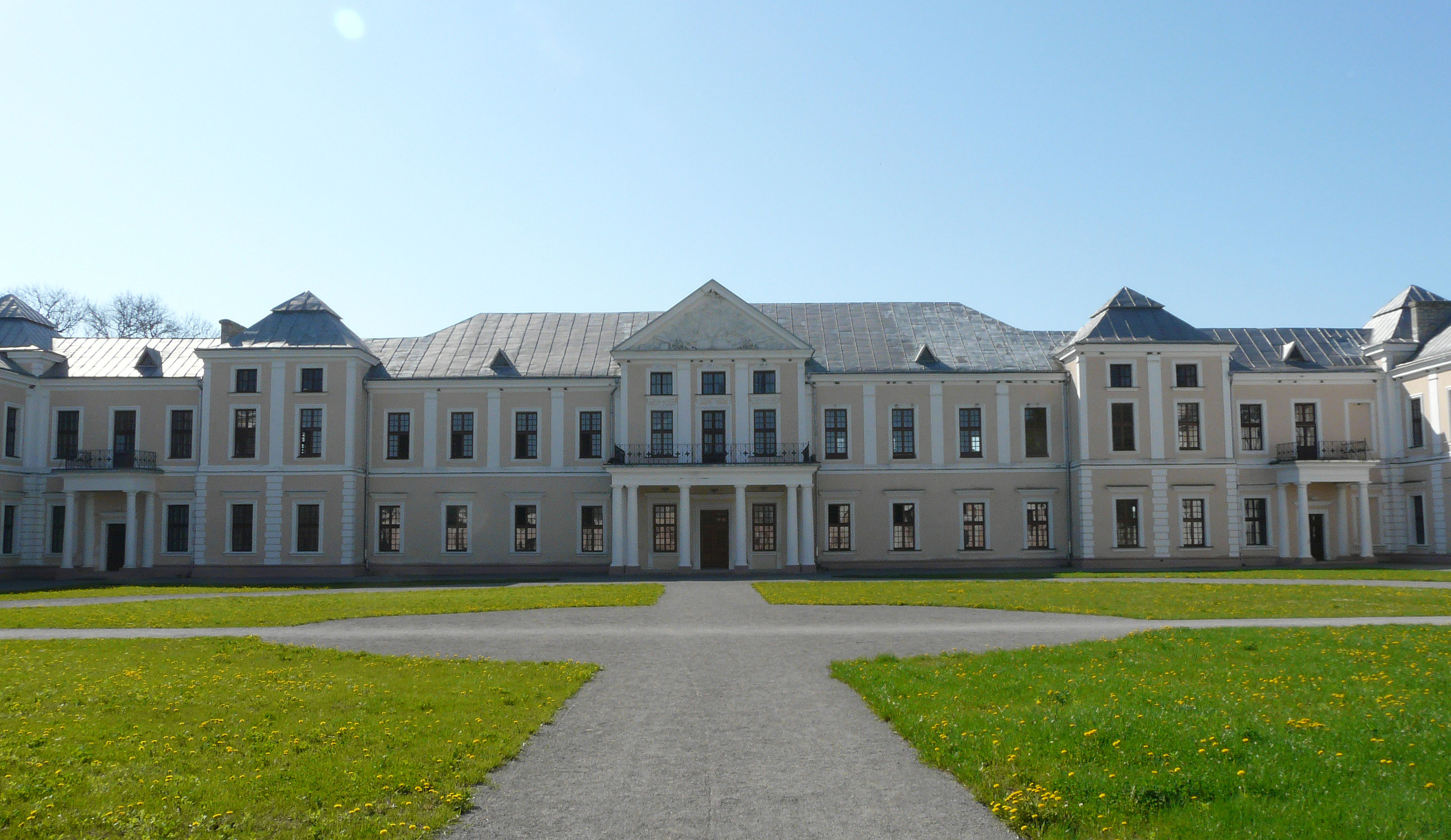
Palacio Vyshnivets
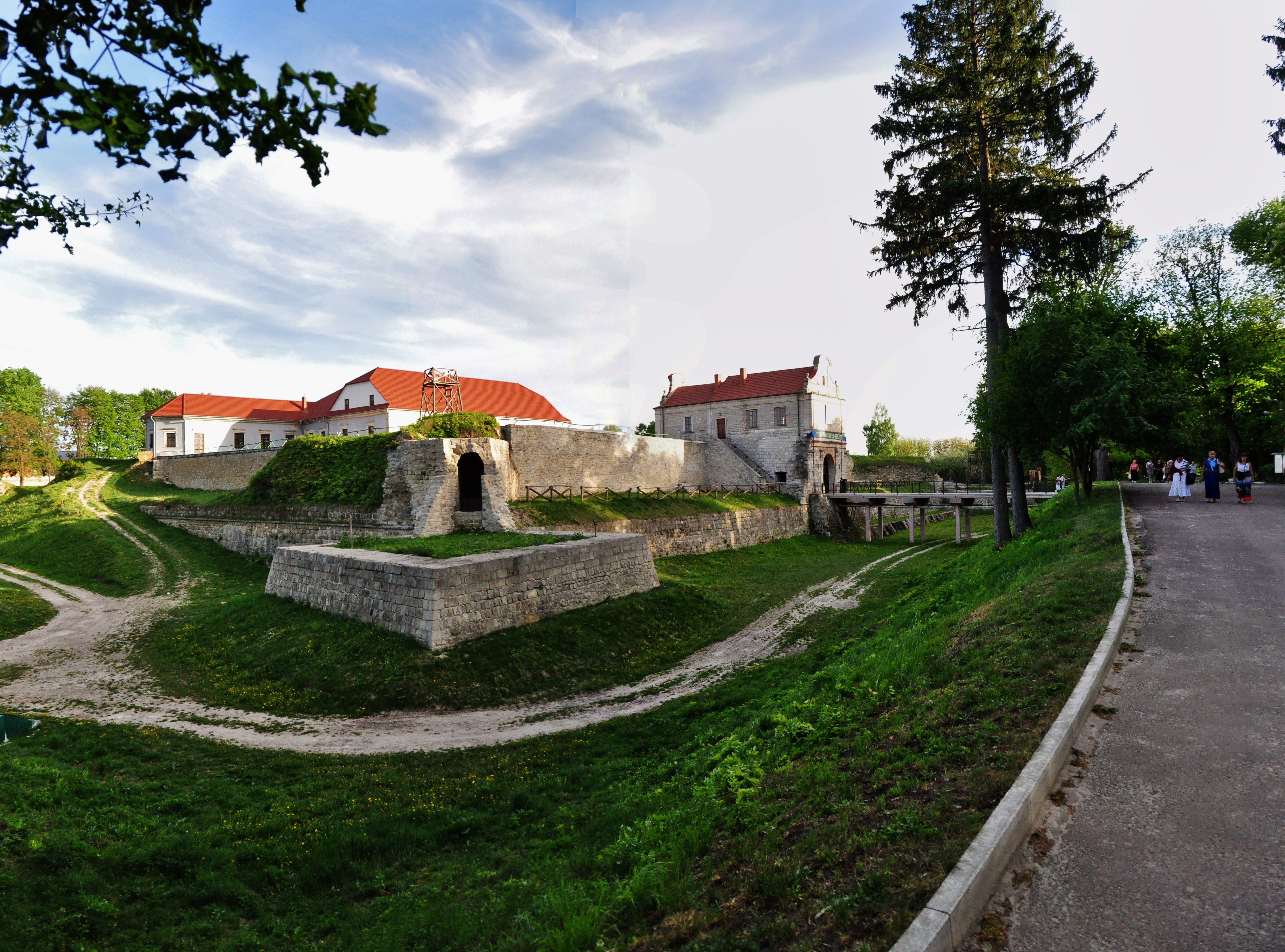
Castillo de Zbarazh
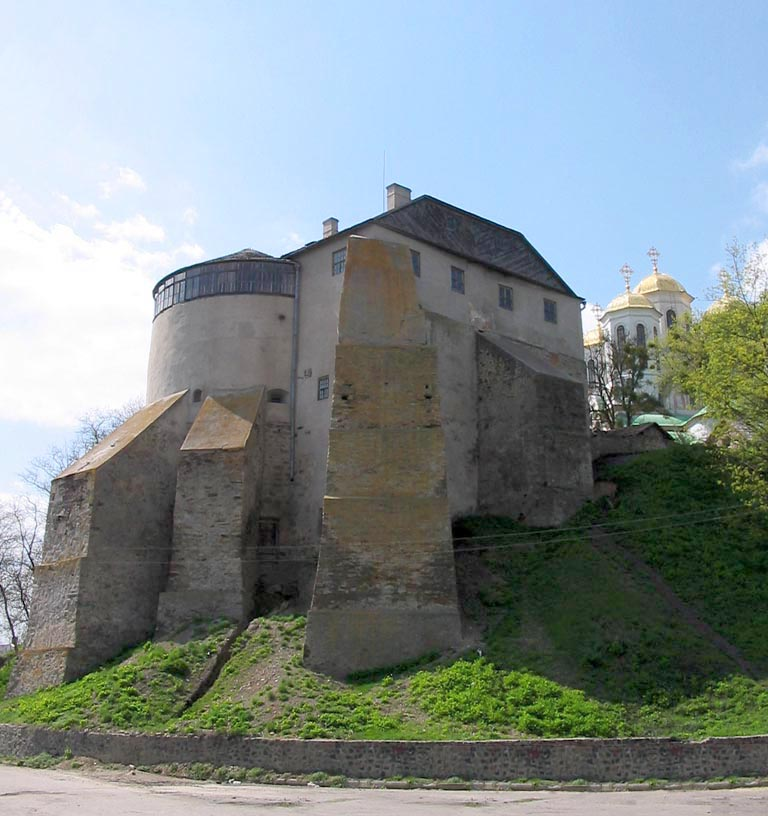
Castillo de Ostrog
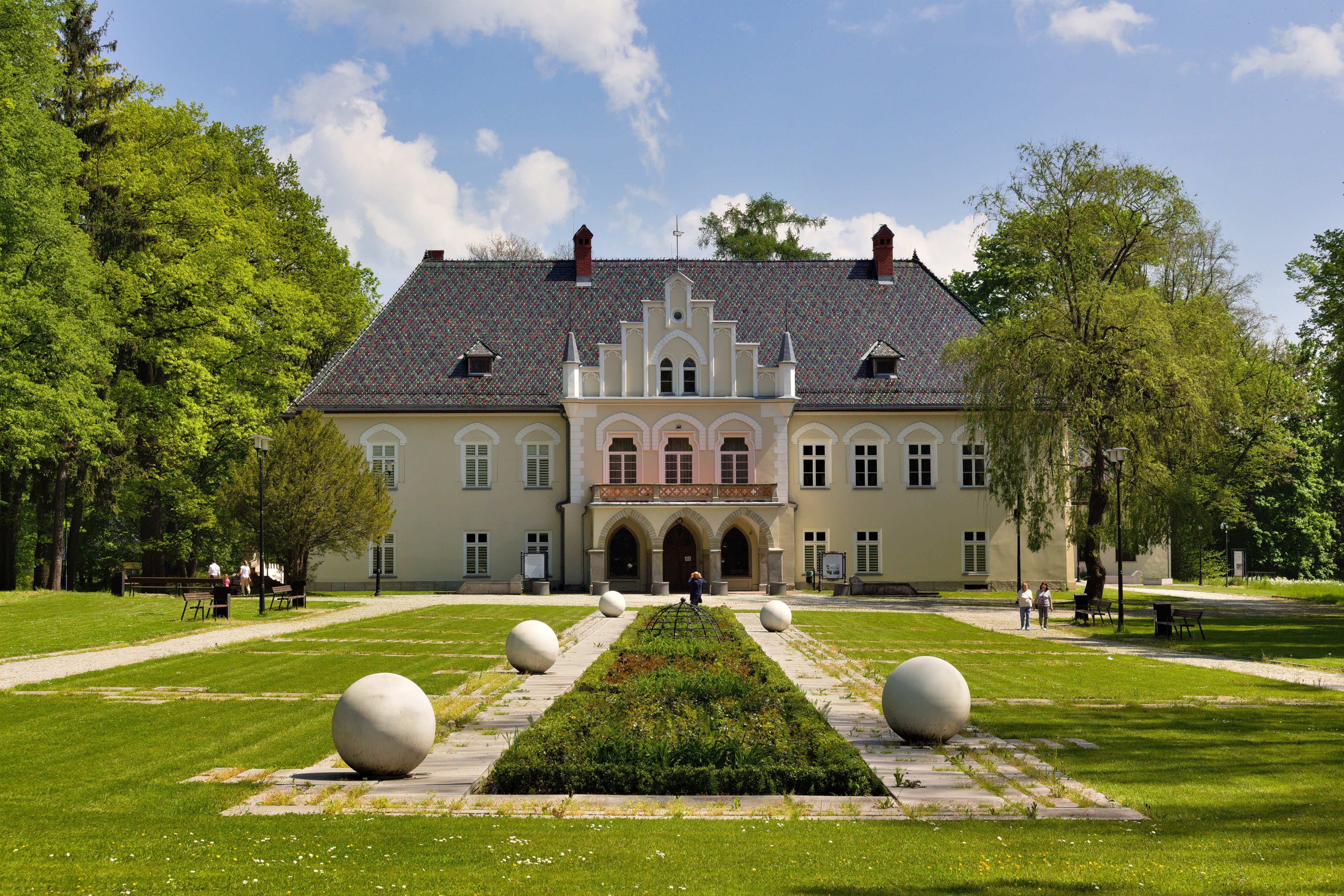
Casa señorial de Łodygowice
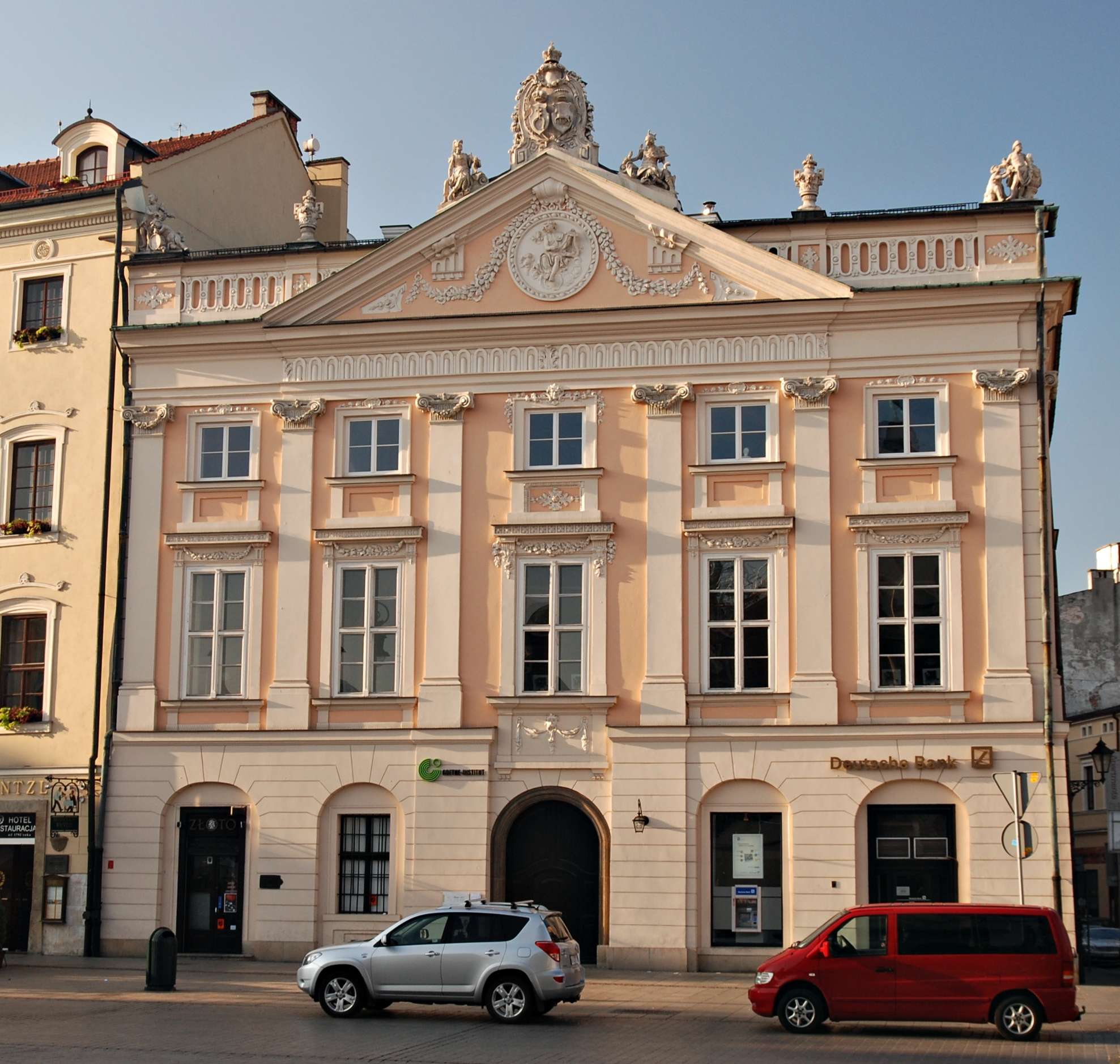
Palacio Zbarski enCracovia
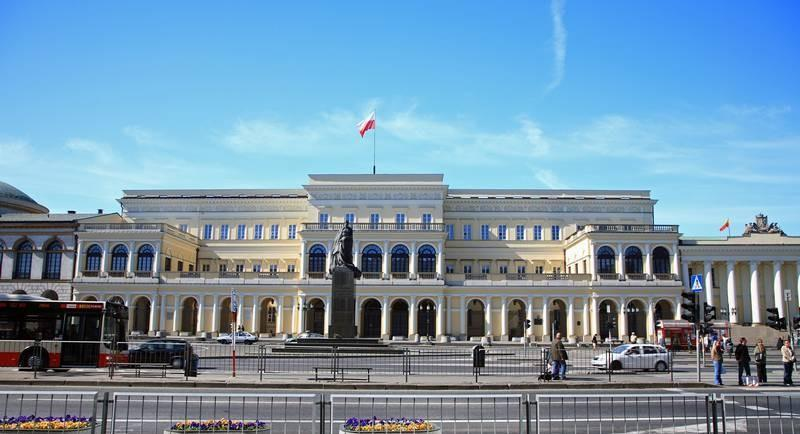
Palacio del Ministerio de Hacienda en Varsovia (reconstruido a partir del antiguo Palacio Wiśniowiecki)
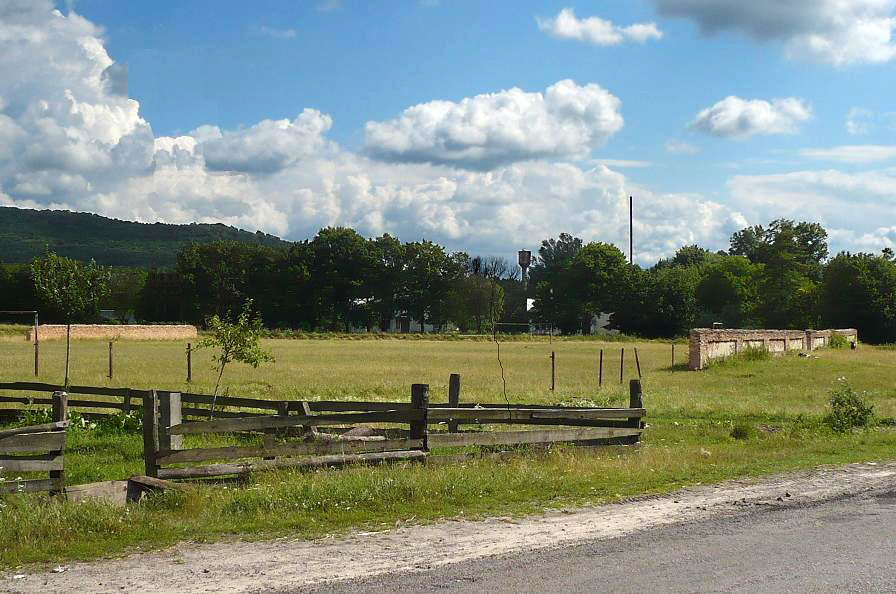
Ruinas del castillo de Biały Kamień
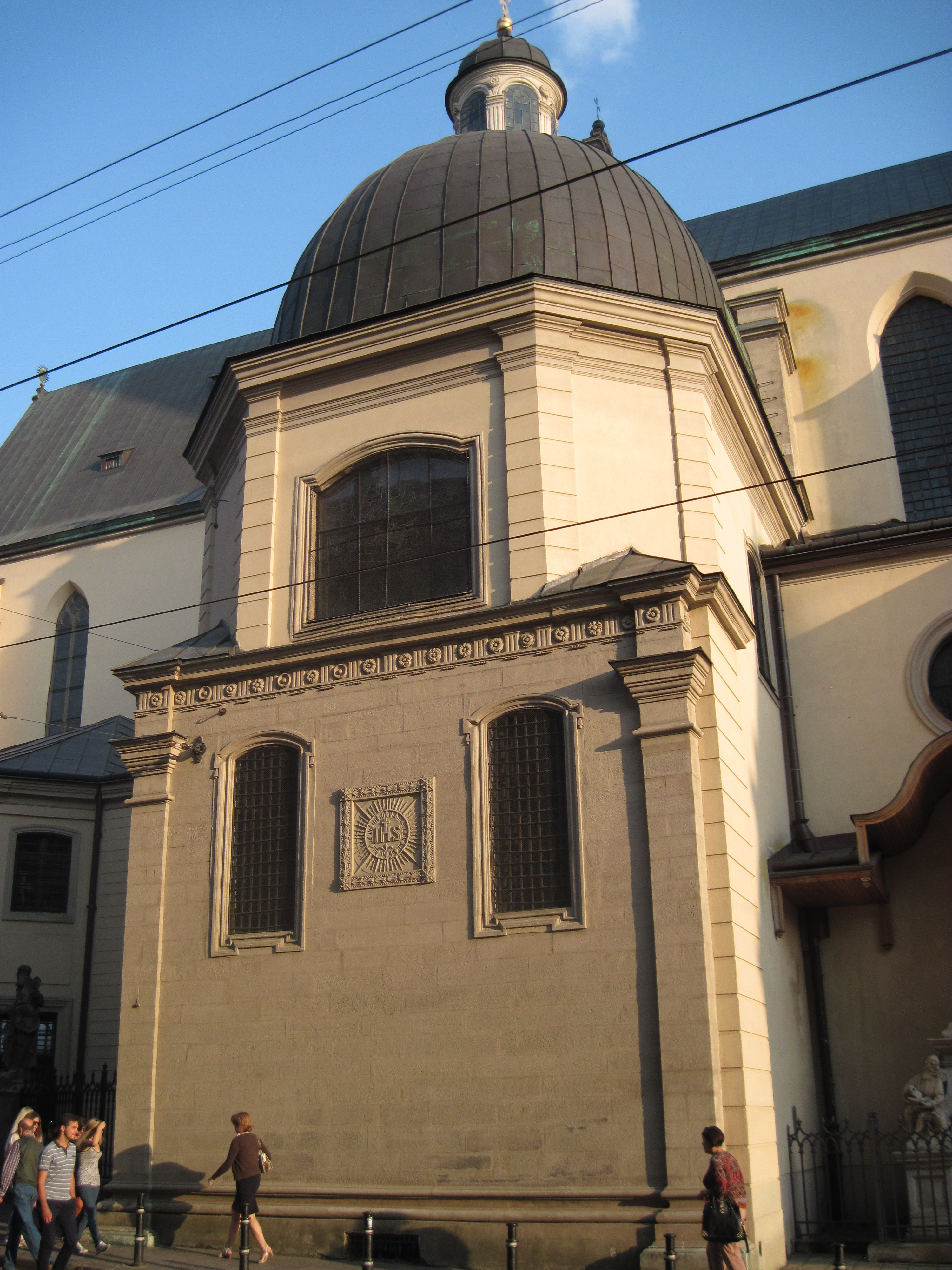
Capilla Wisniowiecki,catedral latina de Leópolis.